# 愚か者の涙
「愚か者の涙」(Fool to Cry)は、1976年に発表された、ローリング・ストーンズの楽曲。作詞・作曲はミック・ジャガーおよびキース・リチャーズ。

## 解説
アルバム『ブラック・アンド・ブルー』収録曲。R&B色の強いバラード。イギリスで4位、アメリカで10位にチャートインするヒットとなった。ギターはリチャーズの他にウェイン・パーキンスが参加。ピアノ及びシンセサイザーはニッキー・ホプキンスが担当した。エレクトリックピアノはジャガー自らが弾いている。コンピレーション・アルバム収録の際は、イントロが省略され、エンディングもフェイド・アウトで終了する短縮バージョンで収録されることが多い。
歌詞の中に、幼い娘が父親に「なぜ泣くの？」と聞く描写があるが、実際にこの曲はジャガーと当時の妻のビアンカ・ペレス・モラ・マシアスとの間に生まれた娘ジェイドがまだ幼かった頃に作られた曲である。
プロモーション・ビデオも制作され、YouTubeのストーンズ公式チャンネルで視聴できる。ここで聴ける音源は、伴奏はレコード音源そのままだが、ジャガーのボーカルだけレコード音源と異なっている。

## コンサート・パフォーマンス
1976年のヨーロピアン・ツアー、1977年のトロント公演、1995年の「ヴードゥー・ラウンジ・ツアー」、1997年から1999年にかけての「ブリッジズ・トゥ・バビロン・ツアー」〜「ノー・セキュリティー・ツアー」で演奏された。